# Hökamåla
Hökamåla är en by i Vissefjärda socken i Emmaboda kommun, Kalmar län. Byn ligger ungefär 6 kilometer sydväst om Vissefjärda och i byn ligger det två gård, var den ene bedrev mjölkprodukter men nu köttproduktion. 
I västra byn finns sjön Sidlången som även sträcker sig in i grannbyarna Sneremåla, Sidlandsmåla och Sjunnamåla.